# Pokémon Ultra Sun en Ultra Moon
Pokémon Ultra Sun en Pokémon Ultra Moon zijn computerspellen uit de Pokémon-franchise die zijn ontwikkeld door Game Freak en gepubliceerd door Nintendo. De spellen verschenen op 17 november 2017 voor de Nintendo 3DS. De spellen zijn verbeterde versies van Pokémon Sun en Moon, die een jaar eerder verschenen.

## Spellen
De twee spellen volgen de avonturen van een jonge Pokémon-trainer in de Alola-regio, een gebied dat is gebaseerd op Hawaï. De Ultra-spellen bieden een alternatieve verhaallijn en nieuwe gameplay, personages en Pokémons.
Ultra Sun en Ultra Moon zijn positief ontvangen in recensies. Men prees de extra mogelijkheden, maar kritiek was op de grote gelijkenis met Sun en Moon. Eind 2018 werd bekend dat de twee spellen ruim acht miljoen keer zijn verkocht.